# フカル川
フカル川（フカルがわ、スペイン語:Río Júcar）またはシュケル川（シュケルがわ、バレンシア語:Xúquer）は、スペイン東部の川。クエンカ県に源を発し、バレンシア州クリェラで地中海に注ぐ。

## 地理

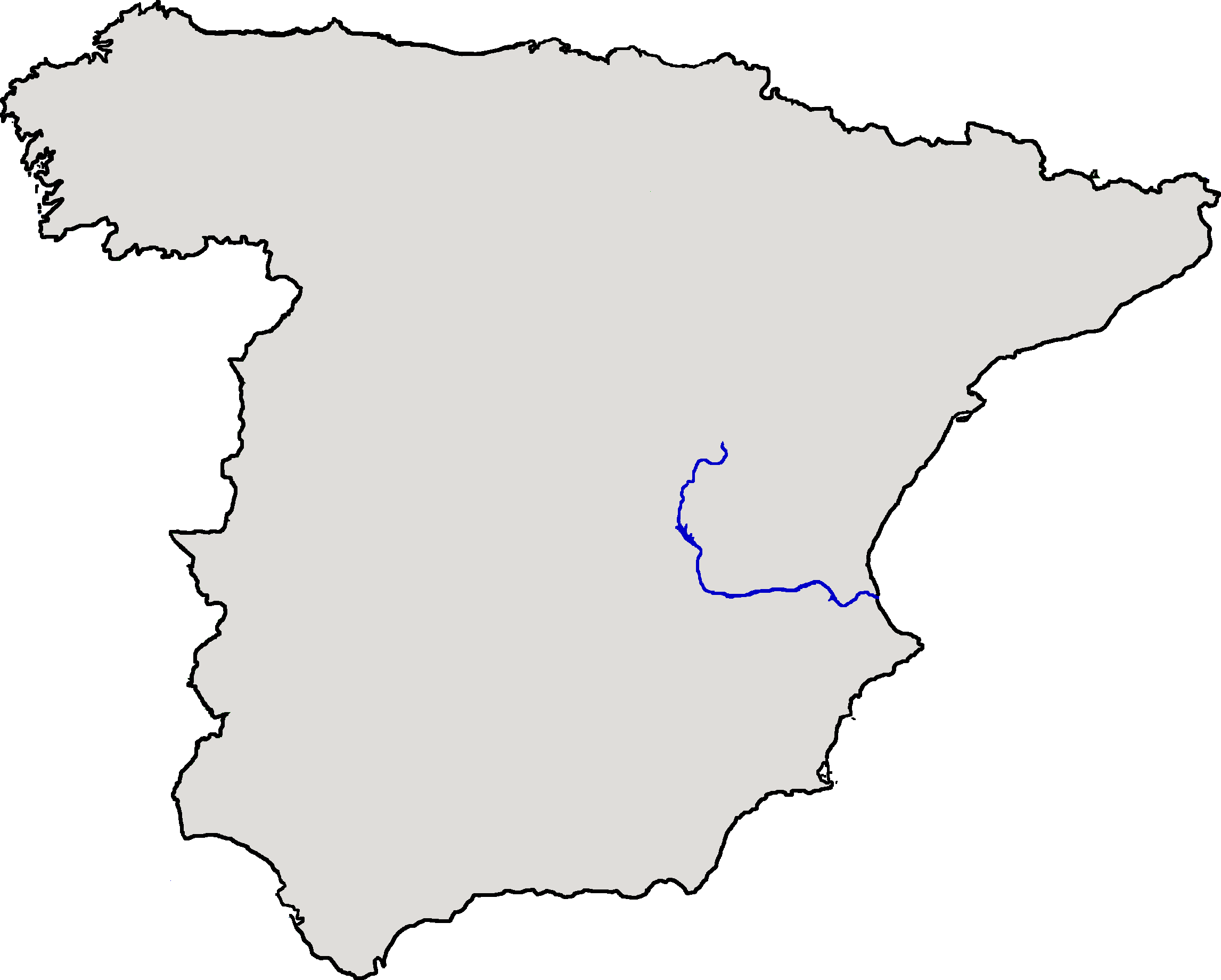
フカル川の流路図

標高1,810mのウニベルサーレス山に端を発し、上流部は峡谷をなしていくつもの滝を持つ。上流部では年平均降水量800mmの高地を南北に流れ、この部分はカルスト地形となっている。川が渓谷や峡谷を刻み、石灰岩質の川岩を侵食した洞窟、ドリーネが点在する。
フカル川の広大な中流は均一でなく、蛇行しながら丘陵地帯をゆく。秋から冬には洪水が発生しやすく、乾燥する夏は流量が著しく減少する。アラルコンではこの地形を利用して川がダムとなっている。ラ・マンチャ地方で川は90度方向を変え東進する。
下流域では園芸農業、果樹栽培、米作が行われ、フカル川の水が灌漑に使用されている。海抜の低い湿地帯となり、アルブフェーラ潟がある。河口付近には砂丘、潟湖、塩水湖が分布しており、かつて蛇行する川に囲まれ文字通り島のようであったアルシラ、スエカ、クリェラの町がある。クリェラで地中海に注いでいる。497km。